# (31499) 1999 CS64
1999 CS64 (asteroide 31499) é um asteroide da cintura principal. Possui uma excentricidade de 0.09041570 e uma inclinação de 15.86020º.
Este asteroide foi descoberto no dia 12 de fevereiro de 1999 por LINEAR em Socorro.